# Петро-Давыдовка
Петро-Давыдовка (укр. Петро-Давидівка) — село, Петро-Давыдовский сельский совет, Диканьский район, Полтавская область, Украина.
Код КОАТУУ — 5321084501. Население по переписи 2001 года составляло 483 человека.
Является административным центром Петро-Давыдовского сельского совета, в который, кроме того, входят сёла Елизаветовка, Жаданы, Новая Василевка, Хоменки и Филоновка.

## Географическое положение
Село Петро-Давыдовка находится на одном из истоков реки Великая Говтва.
На расстоянии в 0,5 км расположены сёла Хоменки и Жаданы.

## История
- 1718 — дата основания как село Сулимино.

## Экономика
- «Дружба», ООО.

## Объекты социальной сферы
- Школа І—ІІ ст.
- Клуб.